# Куаренья
Куаренья (італ. Quaregna, п'єм. Quaregna) — муніципалітет в Італії, у регіоні П'ємонт,  провінція Б'єлла.
Куаренья розташована на відстані близько 550 км на північний захід від Рима, 70 км на північний схід від Турина, 4 км на північ від Б'єлли.
Населення — 1435 осіб (2014).
Щорічний фестиваль відбувається 11 листопада. Покровитель — святий Мартин.

## Демографія
Населення за роками:

Станом на 31 грудня 2014 року в муніципалітеті офіційно проживав 81 іноземець з 24 країн, серед них 35 громадян країн Євросоюзу та 2 громадяни України.

## Сусідні муніципалітети
- Черрето-Кастелло
- Коссато
- П'ятто
- Вальденго
- Валланценго
- Валле-Сан-Ніколао